# Selección de fútbol de Guyana
La selección de fútbol de Guyana es el equipo representativo del país en las competiciones oficiales. Su organización está a cargo de la Federación de Fútbol de Guyana afiliada a la Concacaf.
A pesar de pertenecer geográficamente a América del Sur, Guyana —al igual que sus pares de Surinam y Guayana Francesa— optó por integrar la Concacaf. Esto, debido al nivel poco competitivo de su selección y sus clubes, que no podrían afrontar el ritmo de competencia de la Conmebol. Además, influye el hecho de que, histórica y culturalmente, Guyana está más emparentada con el Caribe, más allá de que países sudamericanos como Colombia y Venezuela también pertenecen a dicha región.
Nunca ha logrado clasificarse para la Copa Mundial de Fútbol. Su mejor resultado ha sido el 4° lugar obtenido en la Copa del Caribe de 1991, y en 2019 consiguió una histórica clasificación a la Copa de Oro de la Concacaf en lo que fue su primera participación en un torneo fuera del Caribe.

## Historia

### De 1921 a 1980.
- Antes de 1965, fecha de independencia de Guyana del Reino Unido, el equipo jugó bajo el nombre de la Selección de fútbol de la Guayana Británica cuyo primer cotejo tuvo lugar el 21 de julio de 1905, ante Trinidad y Tobago, encuentro que concluyó con una derrota 1:4.[1] Hasta la década del '70 jugó con intermitencias partidos amistosos, especialmente ante Trinidad y Tobago.[2]
- En octubre de 1971 disputó sus primeros compromisos oficiales, con motivo de la fase preliminar al Campeonato Concacaf de 1971, al medirse con Surinam, que la eliminó después de derrotarla 4:1 en Paramaribo y 2:3 en Georgetown. Curiosamente volvió a enfrentar a Surinam, esta vez en el marco de las clasificatorias al Mundial de 1978, aunque corrió la misma suerte que en 1971 al ser nuevamente apeada por los Suriboys (resultado global de 3:2) no sin antes derrotarles en Georgetown por 2:0,[3] el 4 de julio de 1976, siendo su primera victoria en eliminatorias mundialistas.

### De 1980 a 2000
- Guyana participó con regularidad a todas las eliminatorias al Mundial entre 1978 y 1998. En las clasificatorias a España 1982, superó en la fase previa a Granada, para avanzar al grupo A de la ronda eliminatoria caribeña, junto a Surinam y Cuba, aunque finalizó en la última posición, con 4 derrotas en igual número de encuentros. En la clasificación a México 1986, fue eliminada por Surinam, que avanzó a la siguiente ronda con un marcador global de 2:1. Cuatro años después, con motivo de las eliminatorias a Italia 1990, fue Trinidad y Tobago que derrotó a los guyaneses, con un resultado global de 5:0. En la competición preliminar a Estados Unidos 1994, fue de nuevo Surinam que se encargó de eliminar a Guyana, por tercera vez desde 1978. Por último, en las clasificatorias a Francia 1998, Granada superó a los Golden Jaguars con un abultado resultado global de 8:1.
- Paralelamente, Guyana participó exitosamente en la III edición de la Copa del Caribe de 1991, en Jamaica, al clasificarse a las semifinales del torneo, siendo superada en esa instancia por Trinidad y Tobago, que se impuso por 3:1. No volvería a disputar una fase final de esta competición regional hasta 2007.

### De 2000 hasta hoy

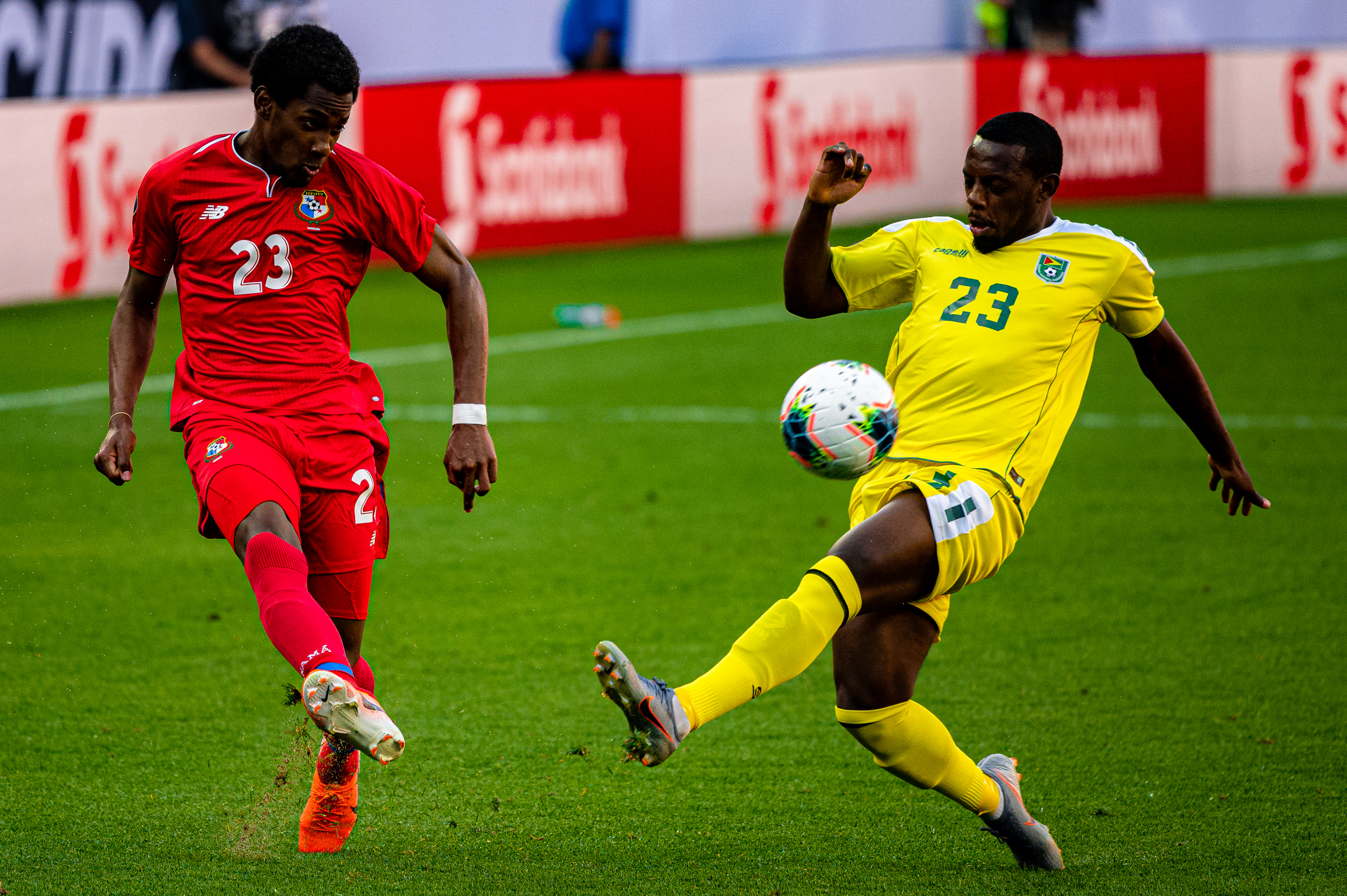
Selección de Guyana en un enfrentamiento ante Panamá, que terminaría con derrota por 4 a 2, en la Copa de Oro de la Concacaf 2019.

- Guyana no pudo participar en la clasificación para la Copa del Mundo de FIFA de 2002 en la Corea del Sur y el Japón al ser suspendida por la FIFA.  Regresó para las eliminatorias a Alemania 2006 aunque Granada volvió a ser su verdugo, como en 1998, aplastándola con el mismo resultado global de 8:1. Cuatro años más tarde, con motivo de las clasificatorias a Sudáfrica 2010, fue una vez más eliminada por su "bestia negra", la vecina selección de Surinam, que salió airosa con un resultado global de 3:1.
- Entre el 30 de septiembre de 2005 y el 28 de noviembre de 2006, Guyana conoció la mejor serie de victorias de su historia, al encadenar trece triunfos consecutivos, once de ellos en el 2006, año en el que Guyana ganó todos los encuentros que disputó.[4] Esa gran racha de victorias le permitió clasificar con puntaje perfecto a la fase de grupos de la Copa del Caribe 2007, quedándose a un paso de las semifinales por una exigua diferencia de un gol respecto a Cuba. Regresaría a la fase final de la Copa del Caribe en 2010, siendo también eliminada en la fase de grupos.
- En 2011, Guyana superó en el ranking FIFA a una selección de la Conmebol, Bolivia, estando en el puesto 91° el conjunto guyanés y los Altiplánicos en el puesto 108°.
- En 2012 Guyana disputó dos históricos amistosos ante las selecciones de Bolivia y Colombia pertenecientes a la Conmebol siendo el primer equipo sudamericano no miembro de la Conmebol en hacerlo. En su primer duelo ante Colombia disputado el día 28 de mayo de 2012 recibió una goleada histórica de 7:1 sin duda una de las peores goleadas recibidas por la selección pero dicho encuentro no fue considerado oficial por la FIFA.[5] Y en el duelo disputado frente a Bolivia el día 15 de agosto de 2012 perdió por una mínima diferencia de 2:0.
- De la mano del trinitense Jamaal Shabazz, los Golden Jaguars tuvieron su mejor desempeño en eliminatorias mundialistas durante la clasificación para la Copa del Mundo de FIFA de 2014, en el Brasil, al avanzar a la tercera ronda, donde compartieron grupo con México, Costa Rica y El Salvador, tras eliminar a Trinidad y Tobago en la ronda anterior.[6] Aunque perdieron 5 partidos de 6, lograron empatar 2:2[7] en el Estadio Cuscatlán de San Salvador, con actuación descollante de Trayon Bobb, autor de los dos tantos del equipo. Sin embargo, también conocieron una de las peores derrotas por la selección en su historia, al caer estrepitosamente ante Costa Rica el 16 de octubre de 2012, en San José, por 7:0.[8]
- En el Intento de clasificar a la Copa del Caribe de 2017, donde no pudo clasificar tras tener una actuación regular, en su primer duelo venció 7-0 a Anguila para luego sufrir y ganar 0-1 ante Puerto Rico avanzando como primero del grupo. En la segunda ronda arrancó perdiendo por una goleada de 5-2 ante Curazao, aunque luego logró ganarle 7-0 a las débiles Islas Vírgenes Estadounidenses, logrando avanzar a la  tercera ronda como segundo. En la tercera ronda debutó perdiendo 3-2 ante Surinam, partido que Guyana ya lo tenía ganando 2-0, otro accidente le volvió a pasar ante Jamaica, que si bien no utilizó sus mejores jugadores (mando un plantel local), aunque igual sigue siendo un logró destacable, ya que Guyana iba ganando 2-0 nuevamente pero Jamaica logró empatar el partido y después se fueron al alargue donde Jamaica terminó llevándose el partido con un marcador de 4-2 quedando eliminados de la competición.
- Con la creación de la nueva Liga de Naciones de la Concacaf 2019-20 Guyana logró clasificarse por primera vez a la Copa de Oro de la Concacaf  al derrotar en su último partido en Leonora a la selección de Belice por marcador de 2-1.

## Últimos partidos y próximos encuentros
Actualizado al último partido jugado el 10 de junio de 2025
| Fecha      | Ciudad              | Local             | Resultado | Visitante  | Competición                     |
| ---------- | ------------------- | ----------------- | --------- | ---------- | ------------------------------- |
| 15-05-2024 | Puerto España       | Trinidad y Tobago | 2:0       | Guyana     | Partido amistoso                |
| 06-06-2024 | Cd. de Panamá       | Panamá            | 2:0       | Guyana     | Clasificación Copa Mundial 2026 |
| 11-06-2024 | Bridgetown          | Guyana            | 3:1       | Belice     | Clasificación Copa Mundial 2026 |
| 05-09-2024 | Leonora             | Guyana            | 1:3       | Surinam    | Liga Naciones Concacaf 24/25    |
| 09-09-2024 | Fort-de-France      | Martinica         | 2:2       | Guyana     | Liga Naciones Concacaf 24/25    |
| 11-10-2024 | Leonora             | Guyana            | 1:3       | Guatemala  | Liga Naciones Concacaf 24/25    |
| 15-10-2024 | Paramaribo          | Surinam           | 5:1       | Guyana     | Liga Naciones Concacaf 24/25    |
| 15-11-2024 | Bridgetown          | Barbados          | 1:4       | Guyana     | Clasificación Copa Oro 2025     |
| 19-11-2024 | Leonora             | Guyana            | 5:3       | Barbados   | Clasificación Copa Oro 2025     |
| 21-03-2025 | Bridgetown          | Guyana            | 3:2       | Guatemala  | Clasificación Copa Oro 2025     |
| 25-03-2025 | Ciudad de Guatemala | Guatemala         | 2:0       | Guyana     | Clasificación Copa Oro 2025     |
| 06-06-2025 | Managua             | Nicaragua         | 1:0       | Guyana     | Clasificación Copa Mundial 2026 |
| 10-06-2025 | Georgetown          | Guyana            | 3:0       | Montserrat | Clasificación Copa Mundial 2026 |

## Jugadores

### Última convocatoria
Lista de jugadores para disputar la Liga de Naciones de la Concacaf 2022-23 ante Bermudas y Montserrat del 25 al 28 de marzo de 2023.
| No. | Pos. | Jugador             | Fecha de nacimiento (edad)         | Apa. | Goles | Club                 |
| --- | ---- | ------------------- | ---------------------------------- | ---- | ----- | -------------------- |
|     | POR  | Akel Clarke         | 25 de octubre de 1988 (36 años)    | 20   | 0     | Slingerz             |
|     | POR  | Kai McKenzie-Lyle   | 30 de noviembre de 1997 (27 años)  | 9    | 1     | Welling United       |
|     | POR  | Quillan Roberts     | 13 de septiembre de 1994 (30 años) | 6    | 0     | Western Suburbs      |
|     |      |                     |                                    |      |       |                      |
|     | DEF  | Colin Nelson        | 9 de agosto de 1991 (33 años)      | 31   | 1     | Defence Force        |
|     | DEF  | Sam Cox             | 10 de octubre de 1990 (34 años)    | 31   | 0     | Welling United       |
|     | DEF  | Kadell Daniel       | 3 de junio de 1994 (31 años)       | 13   | 3     | Horsham              |
|     | DEF  | Liam Gordon         | 15 de mayo de 1999 (26 años)       | 8    | 1     | Walsall              |
|     | DEF  | Jeremy Garrett      | 1 de enero de 2000 (25 años)       | 6    | 0     | Slingerz             |
|     | DEF  | Jalen Jones         | 13 de noviembre de 1998 (26 años)  | 3    | 0     | Cray Wanderers       |
|     | DEF  | Marcus Wilson       | 19 de abril de 2002 (23 años)      | 3    | 0     | Caledonia United     |
|     | DEF  | Bayli Spencer-Adams | 26 de junio de 2001 (24 años)      | 2    | 0     | Leicester City U-21  |
|     | DEF  | Jonathan Grant      | 16 de octubre de 1993 (31 años)    | 0    | 0     | York United          |
|     |      |                     |                                    |      |       |                      |
|     | MED  | Daniel Wilson       | 1 de noviembre de 1993 (31 años)   | 47   | 1     | Western Tigers       |
|     | MED  | Nathan Moriah-Welsh | 18 de marzo de 2002 (23 años)      | 10   | 1     | Newport County       |
|     | MED  | Leo Lovell          | 6 de diciembre de 1996 (28 años)   | 10   | 0     | Slingerz             |
|     | MED  | Elliot Bonds        | 23 de marzo de 2000 (25 años)      | 7    | 0     | Cheltenham Town      |
|     | MED  | Curtez Kellman      | 6 de marzo de 1998 (27 años)       | 1    | 0     | Police               |
|     |      |                     |                                    |      |       |                      |
|     | DEL  | Trayon Bobb         | 5 de enero de 1993 (32 años)       | 50   | 12    | Western Tigers       |
|     | DEL  | Emery Welshman      | 9 de noviembre de 1991 (33 años)   | 25   | 11    | Forge                |
|     | DEL  | Pernell Schultz     | 7 de abril de 1994 (31 años)       | 22   | 5     | Police               |
|     | DEL  | Kelsey Benjamin     | 8 de mayo de 1999 (26 años)        | 19   | 2     | Guyana Defence Force |
|     | DEL  | Omari Glasgow       | 22 de noviembre de 2003 (21 años)  | 12   | 6     | Chicago Fire II      |
|     | DEL  | Tré Mitford         | 27 de diciembre de 1994 (30 años)  | 3    | 0     | Boston United        |

## Entrenadores
- Feroze Usman (1975-82)
- Geralds Nurse (1982)
- Gerald Francisco (1982)
- Arthur Lennox (1984-87)
- Mervyn Wilson (1988)
- Gordon Braithwaite (1991-1992)
- Earl O'Neil (1996)
- Joseph Wilson (2000-2002)
- Neider dos Santos (2002-2004)
- Jamaal Shabazz (2005-2008)
- Paul James (2009)
- Wayne Dover (2009–2010)
- Collie Hercules (2011)
- Jamaal Shabazz (2011-2012)
- Denzil Thompson (2014-2015)
- Jamaal Shabazz (2015-2016)
- Wayne Dover (2017-2018)
- Michael Johnson (2018-2019)
- Marcio Máximo (2019-2021)
- Jamaal Shabazz (2021-2024)
- Wayne Dover (2024-2025)
- Thomas Dooley (2025-)

## Estadísticas

### Copa Mundial FIFA
| Copa Mundial FIFA | Copa Mundial FIFA      | Copa Mundial FIFA      | Copa Mundial FIFA      | Copa Mundial FIFA      | Copa Mundial FIFA      | Copa Mundial FIFA      | Copa Mundial FIFA      |
| Año               | Ronda                  | J                      | G                      | E                      | P                      | GF                     | GC                     |
| ----------------- | ---------------------- | ---------------------- | ---------------------- | ---------------------- | ---------------------- | ---------------------- | ---------------------- |
| 1930 - 1974       | No participó           | No participó           | No participó           | No participó           | No participó           | No participó           | No participó           |
| 1978              | No clasificó           | No clasificó           | No clasificó           | No clasificó           | No clasificó           | No clasificó           | No clasificó           |
| 1982              | No clasificó           | No clasificó           | No clasificó           | No clasificó           | No clasificó           | No clasificó           | No clasificó           |
| 1986              | No clasificó           | No clasificó           | No clasificó           | No clasificó           | No clasificó           | No clasificó           | No clasificó           |
| 1990              | No clasificó           | No clasificó           | No clasificó           | No clasificó           | No clasificó           | No clasificó           | No clasificó           |
| 1994              | No clasificó           | No clasificó           | No clasificó           | No clasificó           | No clasificó           | No clasificó           | No clasificó           |
| 1998              | No clasificó           | No clasificó           | No clasificó           | No clasificó           | No clasificó           | No clasificó           | No clasificó           |
| 2002              | Suspendido por la FIFA | Suspendido por la FIFA | Suspendido por la FIFA | Suspendido por la FIFA | Suspendido por la FIFA | Suspendido por la FIFA | Suspendido por la FIFA |
| 2006              | No clasificó           | No clasificó           | No clasificó           | No clasificó           | No clasificó           | No clasificó           | No clasificó           |
| 2010              | No clasificó           | No clasificó           | No clasificó           | No clasificó           | No clasificó           | No clasificó           | No clasificó           |
| 2014              | No clasificó           | No clasificó           | No clasificó           | No clasificó           | No clasificó           | No clasificó           | No clasificó           |
| 2018              | No clasificó           | No clasificó           | No clasificó           | No clasificó           | No clasificó           | No clasificó           | No clasificó           |
| 2022              | No clasificó           | No clasificó           | No clasificó           | No clasificó           | No clasificó           | No clasificó           | No clasificó           |
| 2026              | No clasificó           | No clasificó           | No clasificó           | No clasificó           | No clasificó           | No clasificó           | No clasificó           |
| 2030              | Por disputarse         | Por disputarse         | Por disputarse         | Por disputarse         | Por disputarse         | Por disputarse         | Por disputarse         |
| 2034              | Por disputarse         | Por disputarse         | Por disputarse         | Por disputarse         | Por disputarse         | Por disputarse         | Por disputarse         |
| Total             | 0/23                   | -                      | -                      | -                      | -                      | -                      | -                      |

### Copa de Oro de la Concacaf
| Copa de Oro de la Concacaf | Copa de Oro de la Concacaf | Copa de Oro de la Concacaf | Copa de Oro de la Concacaf | Copa de Oro de la Concacaf | Copa de Oro de la Concacaf | Copa de Oro de la Concacaf | Copa de Oro de la Concacaf |
| Año                        | Ronda                      | J                          | G                          | E                          | P                          | GF                         | GC                         |
| -------------------------- | -------------------------- | -------------------------- | -------------------------- | -------------------------- | -------------------------- | -------------------------- | -------------------------- |
| 1963 - 1989                | No participó               | No participó               | No participó               | No participó               | No participó               | No participó               | No participó               |
| 1991                       | No clasificó               | No clasificó               | No clasificó               | No clasificó               | No clasificó               | No clasificó               | No clasificó               |
| 1993                       | No clasificó               | No clasificó               | No clasificó               | No clasificó               | No clasificó               | No clasificó               | No clasificó               |
| 1996                       | No clasificó               | No clasificó               | No clasificó               | No clasificó               | No clasificó               | No clasificó               | No clasificó               |
| 1998                       | No participó               | No participó               | No participó               | No participó               | No participó               | No participó               | No participó               |
| 2000                       | No clasificó               | No clasificó               | No clasificó               | No clasificó               | No clasificó               | No clasificó               | No clasificó               |
| 2002                       | No clasificó               | No clasificó               | No clasificó               | No clasificó               | No clasificó               | No clasificó               | No clasificó               |
| 2003                       | No clasificó               | No clasificó               | No clasificó               | No clasificó               | No clasificó               | No clasificó               | No clasificó               |
| 2005                       | Se retiró                  | Se retiró                  | Se retiró                  | Se retiró                  | Se retiró                  | Se retiró                  | Se retiró                  |
| 2007                       | No clasificó               | No clasificó               | No clasificó               | No clasificó               | No clasificó               | No clasificó               | No clasificó               |
| 2009                       | No clasificó               | No clasificó               | No clasificó               | No clasificó               | No clasificó               | No clasificó               | No clasificó               |
| 2011                       | No clasificó               | No clasificó               | No clasificó               | No clasificó               | No clasificó               | No clasificó               | No clasificó               |
| 2013                       | No clasificó               | No clasificó               | No clasificó               | No clasificó               | No clasificó               | No clasificó               | No clasificó               |
| 2015                       | No clasificó               | No clasificó               | No clasificó               | No clasificó               | No clasificó               | No clasificó               | No clasificó               |
| 2017                       | No clasificó               | No clasificó               | No clasificó               | No clasificó               | No clasificó               | No clasificó               | No clasificó               |
| 2019                       | Fase de grupos             | 3                          | 0                          | 1                          | 2                          | 3                          | 9                          |
| 2021                       | No clasificó               | No clasificó               | No clasificó               | No clasificó               | No clasificó               | No clasificó               | No clasificó               |
| 2023                       | No clasificó               | No clasificó               | No clasificó               | No clasificó               | No clasificó               | No clasificó               | No clasificó               |
| 2025                       | No Clasificó               | No Clasificó               | No Clasificó               | No Clasificó               | No Clasificó               | No Clasificó               | No Clasificó               |
| Total                      | 1/27                       | 3                          | 0                          | 1                          | 2                          | 3                          | 9                          |

### Liga de Naciones de la Concacaf
| Liga de Naciones de la Concacaf | Liga de Naciones de la Concacaf | Liga de Naciones de la Concacaf | Liga de Naciones de la Concacaf | Liga de Naciones de la Concacaf | Liga de Naciones de la Concacaf | Liga de Naciones de la Concacaf | Liga de Naciones de la Concacaf | Liga de Naciones de la Concacaf | Liga de Naciones de la Concacaf |
| Año                             | L                               | G                               | Ronda                           | J                               | G                               | E                               | P                               | GF                              | GC                              |
| ------------------------------- | ------------------------------- | ------------------------------- | ------------------------------- | ------------------------------- | ------------------------------- | ------------------------------- | ------------------------------- | ------------------------------- | ------------------------------- |
| 2019-20                         | B                               | C                               | Segundo lugar                   | 6                               | 3                               | 1                               | 2                               | 12                              | 10                              |
| 2022-23                         | B                               | B                               | Segundo lugar                   | 6                               | 3                               | 1                               | 2                               | 8                               | 14                              |
| 2023-24                         | B                               | D                               | Primer lugar                    | 5                               | 5                               | 0                               | 0                               | 20                              | 5                               |
| 2024-25                         | A                               | B                               | Sexto lugar                     | 4                               | 0                               | 1                               | 3                               | 5                               | 13                              |
| Total                           | Total                           | Total                           | 4/4                             | 21                              | 11                              | 3                               | 7                               | 45                              | 42                              |

## Torneos regionales de la CFU

### Copa de Naciones de la CFU
| Copa de Naciones de la CFU | Copa de Naciones de la CFU | Copa de Naciones de la CFU | Copa de Naciones de la CFU | Copa de Naciones de la CFU | Copa de Naciones de la CFU | Copa de Naciones de la CFU | Copa de Naciones de la CFU |
| Año                        | Ronda                      | J                          | G                          | E                          | P                          | GF                         | GC                         |
| -------------------------- | -------------------------- | -------------------------- | -------------------------- | -------------------------- | -------------------------- | -------------------------- | -------------------------- |
| 1978                       | No clasificó               | No clasificó               | No clasificó               | No clasificó               | No clasificó               | No clasificó               | No clasificó               |
| 1979                       | No participó               | No participó               | No participó               | No participó               | No participó               | No participó               | No participó               |
| 1981                       | No participó               | No participó               | No participó               | No participó               | No participó               | No participó               | No participó               |
| 1983                       | No clasificó               | No clasificó               | No clasificó               | No clasificó               | No clasificó               | No clasificó               | No clasificó               |
| 1985                       | No clasificó               | No clasificó               | No clasificó               | No clasificó               | No clasificó               | No clasificó               | No clasificó               |
| 1988                       | No clasificó               | No clasificó               | No clasificó               | No clasificó               | No clasificó               | No clasificó               | No clasificó               |
| Total                      | 0/6                        | -                          | -                          | -                          | -                          | -                          | -                          |

### Copa del Caribe
| Copa del Caribe | Copa del Caribe | Copa del Caribe | Copa del Caribe | Copa del Caribe | Copa del Caribe | Copa del Caribe | Copa del Caribe |
| Año             | Ronda           | J               | G               | E               | P               | GF              | GC              |
| --------------- | --------------- | --------------- | --------------- | --------------- | --------------- | --------------- | --------------- |
| 1989            | No participó    | No participó    | No participó    | No participó    | No participó    | No participó    | No participó    |
| 1990            | No clasificó    | No clasificó    | No clasificó    | No clasificó    | No clasificó    | No clasificó    | No clasificó    |
| 1991            | Cuarto lugar    | 4               | 1               | 0               | 3               | 4               | 14              |
| 1992            | No clasificó    | No clasificó    | No clasificó    | No clasificó    | No clasificó    | No clasificó    | No clasificó    |
| 1993            | No clasificó    | No clasificó    | No clasificó    | No clasificó    | No clasificó    | No clasificó    | No clasificó    |
| 1994            | No clasificó    | No clasificó    | No clasificó    | No clasificó    | No clasificó    | No clasificó    | No clasificó    |
| 1995            | No clasificó    | No clasificó    | No clasificó    | No clasificó    | No clasificó    | No clasificó    | No clasificó    |
| 1996            | No clasificó    | No clasificó    | No clasificó    | No clasificó    | No clasificó    | No clasificó    | No clasificó    |
| 1997            | No clasificó    | No clasificó    | No clasificó    | No clasificó    | No clasificó    | No clasificó    | No clasificó    |
| 1998            | No clasificó    | No clasificó    | No clasificó    | No clasificó    | No clasificó    | No clasificó    | No clasificó    |
| 1999            | No clasificó    | No clasificó    | No clasificó    | No clasificó    | No clasificó    | No clasificó    | No clasificó    |
| 2001            | No clasificó    | No clasificó    | No clasificó    | No clasificó    | No clasificó    | No clasificó    | No clasificó    |
| 2005            | Se retiró       | Se retiró       | Se retiró       | Se retiró       | Se retiró       | Se retiró       | Se retiró       |
| 2007            | Fase de grupos  | 3               | 1               | 1               | 1               | 4               | 5               |
| 2008            | No clasificó    | No clasificó    | No clasificó    | No clasificó    | No clasificó    | No clasificó    | No clasificó    |
| 2010            | Fase de grupos  | 3               | 0               | 1               | 2               | 1               | 6               |
| 2012            | No clasificó    | No clasificó    | No clasificó    | No clasificó    | No clasificó    | No clasificó    | No clasificó    |
| 2014            | No clasificó    | No clasificó    | No clasificó    | No clasificó    | No clasificó    | No clasificó    | No clasificó    |
| 2016            | No clasificó    | No clasificó    | No clasificó    | No clasificó    | No clasificó    | No clasificó    | No clasificó    |
| Total           | 3/19            | 10              | 2               | 2               | 6               | 9               | 25              |

## Uniforme

### Uniforme titular
| 2019 |

### Uniforme alternativo
| 2019 |

## Récord ante rivales de oposición
- A continuación se listan las selecciones con las que se ha enfrentado Guyana.
- Actualizado al último partido disputado el 19 de noviembre de 2024: Guyana 5:3 Barbados

     más victorias
     igualado
     más derrotas
| Rival                          | Juegos | G  | E  | P   | GF  | GC  | DG   |
| ------------------------------ | ------ | -- | -- | --- | --- | --- | ---- |
| Anguila                        | 2      | 2  | 0  | 0   | 21  | 0   | +21  |
| Antigua y Barbuda              | 15     | 6  | 2  | 7   | 33  | 23  | +10  |
| Aruba                          | 4      | 3  | 0  | 1   | 9   | 5   | +4   |
| Bahamas                        | 3      | 3  | 0  | 0   | 9   | 3   | +6   |
| Barbados                       | 33     | 15 | 7  | 11  | 53  | 47  | +6   |
| Belice                         | 3      | 2  | 0  | 1   | 6   | 5   | +1   |
| Bermudas                       | 6      | 4  | 1  | 1   | 8   | 4   | +4   |
| Bolivia                        | 1      | 0  | 0  | 1   | 0   | 2   | -2   |
| Cabo Verde                     | 1      | 0  | 0  | 1   | 0   | 1   | -1   |
| Camboya                        | 1      | 1  | 0  | 0   | 4   | 1   | +3   |
| Colombia                       | 1      | 0  | 0  | 1   | 1   | 7   | -6   |
| Costa Rica                     | 2      | 0  | 0  | 2   | 0   | 11  | -11  |
| Cuba                           | 8      | 2  | 3  | 3   | 5   | 10  | -5   |
| Curazao                        | 9      | 6  | 1  | 2   | 20  | 12  | +8   |
| Dominica                       | 5      | 4  | 1  | 0   | 11  | 0   | +11  |
| El Salvador                    | 2      | 0  | 1  | 1   | 4   | 5   | -1   |
| Estados Unidos                 | 1      | 0  | 0  | 1   | 0   | 4   | -4   |
| Etiopía                        | 1      | 0  | 0  | 1   | 0   | 2   | -2   |
| Granada                        | 20     | 6  | 3  | 11  | 24  | 37  | -13  |
| Guadalupe                      | 5      | 3  | 1  | 1   | 10  | 9   | +1   |
| Guatemala                      | 6      | 0  | 0  | 6   | 1   | 21  | -20  |
| Guayana Francesa               | 11     | 5  | 3  | 3   | 19  | 15  | +4   |
| Haití                          | 8      | 0  | 2  | 6   | 5   | 21  | -16  |
| India                          | 2      | 2  | 0  | 0   | 5   | 1   | +4   |
| Indonesia                      | 1      | 0  | 0  | 1   | 1   | 2   | -1   |
| Islas Caimán                   | 2      | 2  | 0  | 0   | 5   | 3   | +2   |
| Islas Vírgenes Estadounidenses | 1      | 1  | 0  | 0   | 7   | 0   | +7   |
| Jamaica                        | 10     | 2  | 3  | 5   | 9   | 23  | -14  |
| Martinica                      | 1      | 0  | 1  | 0   | 2   | 2   | 0    |
| México                         | 3      | 0  | 0  | 3   | 1   | 17  | -16  |
| Montserrat                     | 2      | 1  | 1  | 0   | 2   | 1   | +1   |
| Panamá                         | 3      | 0  | 0  | 3   | 2   | 8   | -6   |
| Puerto Rico                    | 5      | 3  | 0  | 2   | 7   | 6   | +1   |
| República Dominicana           | 1      | 1  | 0  | 0   | 4   | 0   | +4   |
| Saint-Martin                   | 1      | 1  | 0  | 0   | 2   | 0   | +2   |
| San Cristóbal y Nieves         | 3      | 0  | 1  | 2   | 1   | 6   | -5   |
| San Vicente y las Granadinas   | 8      | 2  | 3  | 3   | 12  | 13  | -1   |
| Santa Lucía                    | 7      | 5  | 0  | 2   | 12  | 8   | +4   |
| Surinam                        | 51     | 10 | 9  | 32  | 50  | 124 | -74  |
| Turcas y Caicos                | 1      | 1  | 0  | 0   | 8   | 0   | +8   |
| Trinidad y Tobago              | 46     | 3  | 11 | 32  | 28  | 93  | -65  |
| TOTAL                          | 296    | 96 | 54 | 146 | 401 | 552 | -151 |